# Красинский, Адам Станислав (епископ виленский)
А́дам Стани́слав Краси́нский (пол. Adam Stanisław Krasiński; 24 декабря 1810, дер. Велничи Волынской губернии — 9 мая 1891, Краков) — виленский епископ, проповедник, филолог, поэт, переводчик.

## Биография
Учился в гимназии пиаров в Корецком Междуречье и в Любешове, затем в Виленской Духовной академии. Был профессором Римско-католической академии в Санкт-Петербурге (1853—1858). В 1858—1864 гг. епископ виленский. За отказ осудить восстание 1863 г. и его участников по распоряжению М. Н. Муравьёва был арестован и выслан в Вятку. Жил в ссылке во внутренней России двадцать лет (до 1882). В 1883 обосновался в Кракове. Член краковской Академии наук (пол. Akademia Umiejętności).
Главные переводческие работы Красинского — «Поэтическое искусство» Горация (пол. «Sztuka rymotwórcza Horacego z łacińskiego»; Вильно, 1835) и стихотворный перевод «Слова о полку Игореве» (пол. «Pieśń o półku Igora: Staroslawianski poemat z XII wieku»; СПб., 1856). Красинскому также принадлежат грамматика польского языка (1837; несколько изданий) и учебник права «Prawo Kanoniczne» (Вильно, 1861).